# Karl Plauth

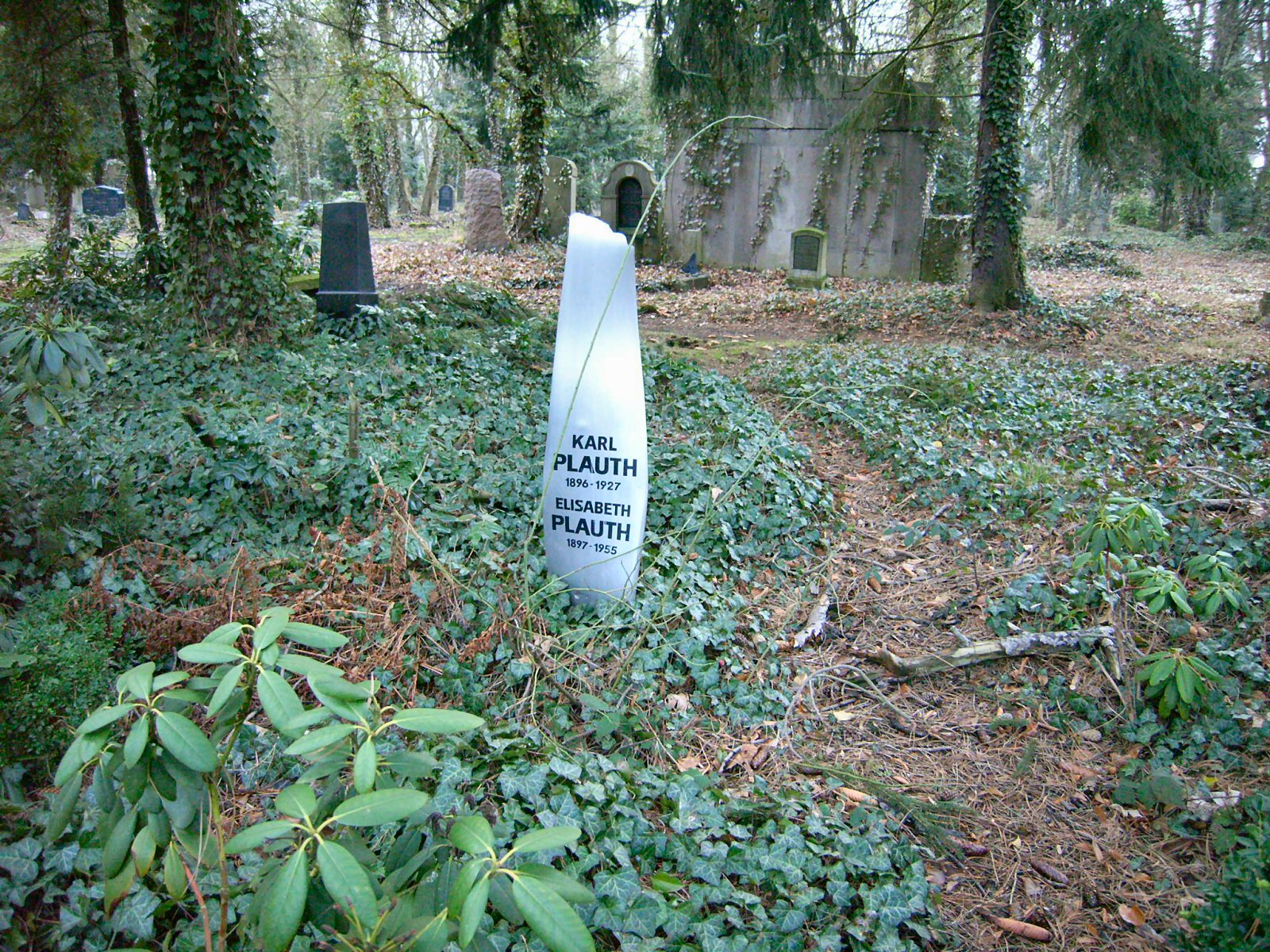
Grób Karla Plautha i jego żony w Dessau-Roßlau

Karl Plauth (ur. 27 sierpnia 1896 Kaiserslautern, zm. 1 listopada 1927) – as lotnictwa niemieckiego Luftstreitkräfte z 17 potwierdzonymi zwycięstwami w I wojnie światowej. 
Służył w piechocie, został ranny w walkach pod Verdun. Po przeniesieniu do lotnictwa i ukończeniu szkolenia został przydzielony do FA204. 14 czerwca 1918 roku został przeniesiony do eskadry myśliwskiej Jagdstaffel 20 dowodzonej przez Joachima von Busse. W jednostce odniósł łącznie 10 zwycięstw, pierwsze 9 lipca 1918 roku.  29 września został przydzielony na stanowisko dowódcy do Jagdstaffel 51 na miejsce zestrzelonego jej pierwszego dowódcy Hansa Ganderta. Stanowisko to pełnił do zakończenia działań wojennych odnosząc w jednostce kolejnych siedem zwycięstw.
Po zakończeniu wojny rozpoczął studia na politechnice w Darmstadt, którą ukończył w grudniu 1922 roku. Od marca 1923 roku pracował zakładach lotniczych Junkers. 1 listopada 1927 roku w czasie akrobacji lotniczych na samolocie Junkers A 32 uległ śmiertelnemu wypadkowi w Dessau (dziś Dessau-Roßlau).
Latał na czarnym Fokkerze Dr.I z pomalowanym na biało ogonem oraz górną stroną najwyższego skrzydła.

## Odznaczenia
- Krzyż Żelazny I Klasy
- Krzyż Żelazny II Klasy